# رین سورکاسک
رین سورکاسک (انگلیسی: Rein Suurkask؛ زادهٔ ۲۵ مهٔ ۱۹۶۸) سیاستمدار و نماینده مجلس اهل استونی است.